# Smart Card Open Monet+ 2013
Lo Smart Card Open Monet+ 2013 è stato un torneo di tennis facente parte della categoria ITF Women's Circuit nell'ambito dell'ITF Women's Circuit 2013. Il torneo si è giocato a Zlín in Repubblica Ceca dal 24 al 30 giugno 2013 su campi in terra rossa e aveva un montepremi di $25,000.

## Vincitrici

### Singolare
Melanie Klaffner ha battuto in finale  Kristína Kučová con il punteggio di 6–3, 6–2

### Doppio
Martina Borecká /  Tereza Smitková hanno battuto in finale  Paula Kania /  Katarzyna Piter con il punteggio di 6–1, 5–7, [10–8]